# Margny-aux-Cerises

Margny-aux-Cerises este o comună în departamentul Oise, Franța. În 1 ianuarie 2022 avea o populație de 254 de locuitori.